# Bluefin Robotics
Bluefin Robotics est une entreprise américaine de robotique basée à Quincy, Massachusetts, spécialisée dans la conception et la fabrication de véhicules sous-marins autonomes (AUV) militaires et civils, ainsi que de technologies associées,. L'entreprise a été fondée en 1997 et est devenue une filiale en propriété exclusive de l'Institut Mémorial Battelle en 2005. Ses produits incluent le robot de recherche sous-marine Bluefin-21 et sa variante militaire, le Knifefish, un AUV de déminage naval entré en service dans la Marine des États-Unis en 2017. Bluefin a participé au développement de plusieurs projets navals avancés, notamment l'AUV Black Pearl et le submersible optionnellement habité Proteus.

## Histoire
Bluefin Robotics a été fondée en 1997 par James Bellingham et Frank van Mierlo, deux ingénieurs issus du Massachusetts Institute of Technology. Le Dr Bellingham était responsable du laboratoire AUV du MIT.
En 2005, l’entreprise est devenue une filiale à part entière de l’Battelle Memorial Institute, une organisation à but non lucratif spécialisée dans la recherche et développement basée dans l’Ohio. En 2010, Bluefin Robotics a reçu une médaille d’or lors de la 7ᵉ édition des Team Massachusetts Economic Impact Awards, et en 2013, elle a été saluée par R&D Magazine et le Robotics Business Review. En avril 2014, elle a obtenu un contrat fédéral de 7,11 millions de dollars de la part de l’Office of Naval Research de la marine américaine pour le développement du AUV expérimental Black Pearl,.
En 2014, Bluefin Robotics emploie environ 200 personnes. L’entreprise est membre de plusieurs associations professionnelles et technologiques, notamment la Marine Technology Society (MTS), l’Association for Unmanned Vehicle Systems International (AUVSI), la Mine Warfare Association (MINWARA), la National Defense Industrial Association (NDIA) et le Massachusetts Technology Leadership Council (MassTLC).
En février 2016, General Dynamics Mission Systems a racheté Bluefin Robotics. L’entreprise a été intégrée à la division Maritime and Strategic Systems de General Dynamics Mission Systems. La valeur de la transaction n’a pas été révélée.

## Dans les médias
Le Bluefin-21 de l’entreprise, un véhicule autonome sous-marin multifonction en forme de torpille, a été utilisé dans la recherche du vol 370 de la Malaysia Airlines,.
Le Knifefish, une version dérivée du Bluefin-21, a été développé en partenariat avec General Dynamics Advanced Information Systems pour effectuer des opérations de déminage naval pour la marine américaine, en remplacement des dauphins et lions de mer entraînés du Marine Mammal Program, en coordination avec les Littoral Combat Ships de la marine. Le Knifefish devait débuter ses essais en mer en 2015 et entrer en service actif en 2017.
Le Bluefin SandShark Micro-AUV est un drone sous-marin autonome pesant moins de 15 livres. Ses fonctions incluent des missions de renseignement, des relevés à petite échelle pour récupérer des données, servir de relais de communication, effectuer des entraînements ou encore fonctionner comme leurre pour la marine américaine.
Le HAUV est un véhicule sous-marin autonome en vol stationnaire, transportable par deux personnes, conçu pour identifier en temps réel les problèmes structurels sur la coque d’un navire. En mars 2011, un HAUV a été utilisé pour inspecter la coque du plus ancien navire de guerre encore en service de la marine américaine, l’USS Constitution, dans le port de Boston. En 2016, en collaboration avec l’Office of Naval Research, Bluefin Robotics a développé la troisième génération du Hovering Autonomous Underwater Vehicle (HAUV-3).